# Daniel Loute
Daniel Junior Luther (* 14. Mai 1990 in Gboko, Nigeria), besser bekannt unter seinem Künstlernamen Daniel Loute, ist ein nigerianisch-beninischer Fußballspieler.

## Leben
Luther wurde in Gboko, Benue State geboren und wuchs in Lagos, gemeinsam mit seinem ein Jahr jüngeren Bruder Isaac Loute auf.

## Karriere

### Im Verein
Luther startete seine Karriere mit seinem Bruder Isaac in Gboko mit den BCC Lions. Im Frühjahr 2005 verließ er Nigeria und ging nach Benin zu Soleil de Cotonou FC. Er spielte 18 Monate für Soleil FC und wurde im November 2011 zu AS Dragons FC de l’Ouémé.

### In der Nationalmannschaft
Durch gute Leistungen in Benin, wurde er im September 2010 erstmals in die Beninische Fußballnationalmannschaft berufen. Dort gab der gebürtige Nigerianer am 1. Oktober 2010 gegen Ruanda sein Länderspieldebüt.